# Flughafen Tefé

i7
i11
i13
Der Flughafen Tefé (portugiesisch Aeroporto Regional de Tefé; IATA-Code: TFF, ICAO-Code: SBTF) ist ein öffentlicher Flughafen auf 57 m Seehöhe, 4 km von Tefé, Amazonas, Brasilien entfernt. Er hat eine Asphaltpiste mit 2200 m Länge und 45 m Breite. Die Fläche des Flughafens beträgt 1432 ha. Der Flughafen hat eine Kapazität zur jährlichen Beförderung von 200.000 Passagieren.

## Geschichte
Der Flugplatz Tefé wurde 1970 geschaffen, um den Bedarf der nationalen Luftpost (Correio Aéreo nacional – CAN) zu decken, die von der brasilianischen Luftwaffe (Força Aérea Brasileira – FAB) betrieben wird. Ab März 1980 wurde der Flughafen Tefé von Infraero verwaltet. Ab 2010 wurden zur Erweiterung und Modernisierung des Flughafens Tefé wichtige Arbeiten und Renovierungen durchgeführt.
Im Jahr 2022 übernahm Vinci die Konzession zum Betreiben des Flughafens für die nächsten 30 Jahre.

## Flugbetrieb
Im Jahr 2018 wurden 33.594 Passagiere befördert und 3.160 Flugbewegungen durchgeführt, davon 101 Frachtflüge.
Azul Linhas Aéreas ist die wichtigste Fluggesellschaft für den Flughafen.